# Vejle BK
A Vejle BK, teljes nevén Vejle Boldklub egy dán labdarúgócsapat. A klubot 1891-ben alapították, jelenleg a másodosztályban szerepel.

## Jelenlegi keret
2019. január 20. szerint.
| #  |     | Poszt | Név                |
| -- | --- | ----- | ------------------ |
| 1  | DEN | K     | Thomas Hagelskjær  |
| 2  | DEN | V     | Malte Amundsen     |
| 3  | FRO | V     | Viljormur Davidsen |
| 4  | DEN | V     | Rasmus Lauritsen   |
| 6  | BIH | V     | Memija Kerim       |
| 7  | TUN | CS    | Imed Louati        |
| 8  | SWE | KP    | Melker Hallberg    |
| 9  | DEN | KP    | Tobias Mølgaard    |
| 10 | IRL | KP    | Sean Murray        |
| 11 | SWE | CS    | Gustaf Nilsson     |
| 12 | DEN | CS    | Adam Jakobsen      |
| 14 | DEN | V     | Thomas Gundelund   |
| 15 | DEN | V     | Mads Greve         |
| 16 | ALB | KP    | Ylber Ramadani     |
| 19 | DEN | CS    | Lucas From         |
| 20 | DEN | KP    | Jacob Schoop       |
| 21 | DEN | CS    | Jonas Andersen     |

| #  |     | Poszt | Név                                                        |
| -- | --- | ----- | ---------------------------------------------------------- |
| 22 | DEN | V     | Mads Lauritsen                                             |
| 23 | CGO | V     | Vladis Emmerson                                            |
| 24 | CHN | KP    | Wang Zhen'ao                                               |
| 25 | CHN | CS    | Yu Wei                                                     |
| 27 | CHN | KP    | Qingshen Zeng                                              |
| 30 | DEN | KP    | Arbnor Mucolli                                             |
| 31 | CRO | K     | Dino Hodzic                                                |
| 45 | BRA | K     | Gianluca Zanette                                           |
| 50 | BRA | CS    | Allan Sousa                                                |
| 80 | UKR | KP    | Vladlen Yurchenko                                          |
| 91 | SVK | K     | Pavol Bajza                                                |
| —  | UKR | KP    | Serhiy Hryn                                                |
| —  | NIG | CS    | Victorien Adebayor (kölcsönben az Inter Allies csapatánál) |
| —  | SLO | V     | Branko Ilić                                                |
| —  | ISL | CS    | Kjartan Finnbogason                                        |

## Sikerek
Bajnokság
- Győztes: 1958, 1971, 1972, 1978, 1984
- Második: 1965, 1974, 1997

Kupa
- 1958, 1959, 1972, 1975, 1977, 1981

## Nemzetközi szereplés
| BEK/BL                             | KEK                       | UEFA-kupa                 | Intertotó-kupa                                             |
| ---------------------------------- | ------------------------- | ------------------------- | ---------------------------------------------------------- |
| 1972-73, 1973-74, 1979-80, 1985-86 | 1975-76, 1977-78, 1981-82 | 1990-91, 1997-98, 1998-99 | 1967, 1971, 1972, 1975, 1978, 1979, 1985, 1988, 1989, 1990 |

## Ismertebb játékosok
1950-es évek
- Poul Mejer (1950)
- Poul Jensen (1953)
- Knud Herbert Sørensen (I) (1954)
- Tommy Troelsen (1957)
- Henning Enoksen (1957)
- Bent Sørensen (1957)

1960-as évek
- Johnny Hansen (1962)
- Karsten Lund (1962)
- Ole Fritsen (1963)
- Ulrik le Fevre (1965)
- Jørgen Markussen (1966)
- Flemming Serritslev (1966)

1970-es évek
- Iver Schriver (1970)
- Allan Simonsen (1971)
- Knud Herbert Sørensen (II) (1971)
- Gert Eg (1973)
- Ib Jacquet (1975)
- Ulrich Thychosen  (1975)
- Steen Thychosen (1977)
- Alex Nielsen (1978)

1980-as évek
- John Sivebæk (1980)
- Troels Rasmussen (1980)
- Finn Christensen (1981)
- Henrik Risom (1986)
- Johnny Mølby (1987)
- Brian Steen Nielsen (1988)
- Preben Elkjær Larsen (1988)
- Keld Bordinggaard (1989)
- John Larsen (1989)
- Jacob Laursen (1989)

1990-es évek
- Kaspar Dalgas (1995)
- Thomas Gravesen (1995)
- Peter Graulund (1995)
- Dejvi Glavevski (1995)

Napjainkban
- Erik Boye (2000)
- Baré (2002)
- Chris Sørensen (2004)

## A legutóbbi szezonok
| Szezon    |    | Poz. | Mérk. | ... | Gy | D  | V  | RG | KG | Pont | Kupa   | Megjegyzés |
| --------- | -- | ---- | ----- | --- | -- | -- | -- | -- | -- | ---- | ------ | ---------- |
| 1996-1997 | 1D | 2    | 33    |     | 14 | 12 | 7  | 57 | 38 | 54   |        |            |
| 1997-1998 | 1D | 4    | 33    |     | 16 | 4  | 13 | 53 | 51 | 52   |        |            |
| 1998-1999 | 1D | 6    | 33    |     | 14 | 5  | 14 | 54 | 48 | 47   |        |            |
| 1999-2000 | 1D | 11   | 33    |     | 7  | 11 | 15 | 38 | 68 | 32   | 5. kör | Kiesett    |
| 2000-2001 | 2D | 2    | 30    |     | 17 | 8  | 5  | 73 | 37 | 59   | 5. kör | Feljutott  |
| 2001-2002 | 1D | 11   | 33    |     | 6  | 10 | 17 | 38 | 72 | 28   | 4. kör | Kiesett    |
| 2002-2003 | 2D | 5    | 30    |     | 15 | 4  | 11 | 65 | 58 | 49   | 5. kör |            |
| 2003-2004 | 2D | 12   | 30    |     | 8  | 6  | 16 | 44 | 59 | 30   | 3. kör |            |
| 2004-2005 | 2D | 5    | 30    |     | 14 | 7  | 9  | 59 | 51 | 49   | 3. kör |            |
| 2005-2006 | 2D | 1    | 30    |     | 19 | 6  | 5  | 62 | 32 | 63   | 3. kör | Feljutott  |
| 2006-2007 | 1D | 11   | 33    |     | 6  | 7  | 20 | 35 | 64 | 25   | 3. kör | Kiesett    |
| 2007-2008 | 2D | 1    | 30    |     | 25 | 3  | 2  | 80 | 24 | 78   | 5. kör | Feljutott  |
| 2008-2009 | 1D | 12   | 31    |     | 3  | 13 | 15 | 26 | 55 | 22   | 3. kör |            |

## Külső hivatkozások
- (dánul) Hivatalos weboldal
- (dánul) The Crazy Reds - Hivatalos szurkolói oldal Archiválva 2020. október 20-i dátummal a Wayback Machine-ben
- (dánul) Red Lightning: Nem hivatalos szurkolói oldal
- (dánul) Roms Hule